# May Blossom
May Blossom er en amerikansk stumfilm fra 1915 af Allan Dwan.

## Medvirkende
- Russell Bassett som Tom Blossom.
- Donald Crisp som Steve Harland.
- Marshall Neilan som Richard Ashcroft.
- Gertrude Norman som Deborah.
- Gertrude Robinson som May Blossom.